# Picco di Cecil
Il Picco di Cecil (Cecil Peak) è una montagna nel bacino di Wakatipu, in Nuova Zelanda, e raggiunge un'altezza di 1.978 metri. Si trova sul lato sud del lago Wakatipu a sud-sud-ovest di Queenstown, ed è molto prominente da intorno a questa zona.
La vegetazione è principalmente erba e tussock (come è sotto un contratto di locazione pastorale) con alberi vicino alla linea di galleggiamento. Hidden Island è una delle quattro isole del lago Wakatipu e si trova molto vicino al litorale di Cecil Peak. Il 27 marzo 2010 una band locale ha eseguito un concerto all'aperto in un anfiteatro naturale sulle canzoni di picco suonando canzoni della band Pink Floyd.

## Nome
Sia Cecil Peak che la vicina montagna di Walter Peak presero il nome dai nomi dei figli maggiori di William Rees dal geometra James McKerrow nel 1862.